# بان مأكول
بان مأكول (الاسم العلمي: Moringa edulis ) هو نوع نباتي يتبع جنس البان من الفصيلة البانية.  